# Bartenstein (fränkisches Adelsgeschlecht)

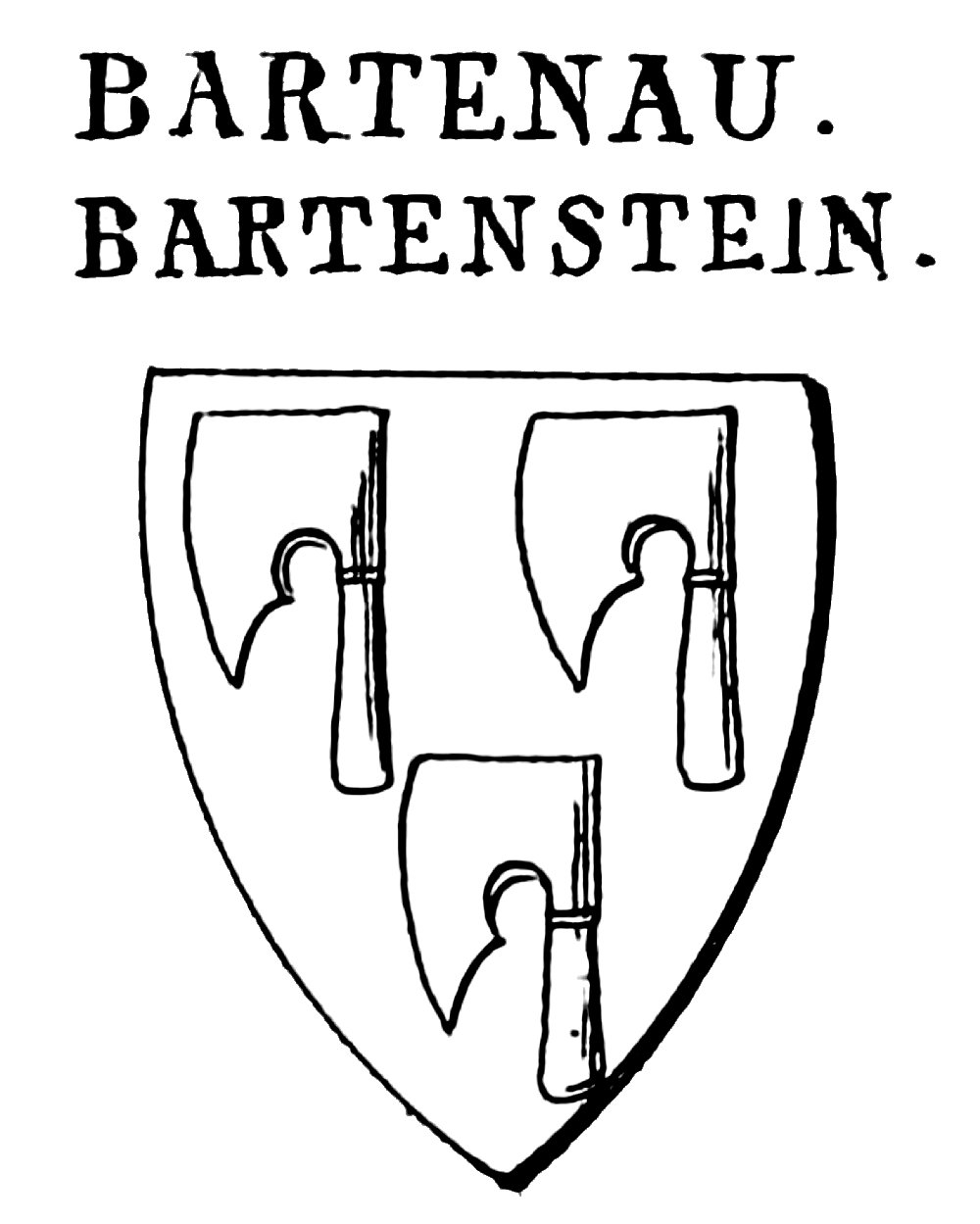
Wappen derer von Bartenstein/Bartenau

Bartenstein ist der Name eines erloschenen, fränkischen Adelsgeschlechts.

## Geschichte

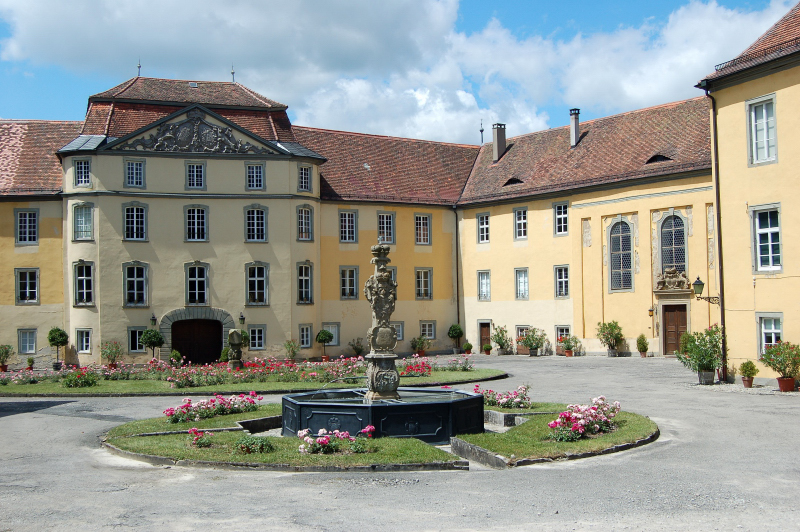
Barockschloss Bartenstein

Die Ritter von Bartenstein hatten im 13. und 14. Jahrhundert ihren Herrschaftssitz in Bartenstein. Sie waren Lehnsmannen des Bischofs von Würzburg. Aus den wenigen verfügbaren Urkunden, in denen sie genannt sind, geht hervor, dass sie mit Konrad von Langenburg oder Gottfried von Hohenlohe gleichberechtigt waren. Die derzeit älteste Urkunde, von Gernod von Bartenstein mit Siegel versehen, stammt aus dem Jahr 1234. Das Siegel (Bild) zeigt drei nach links gerichtete Wurfbeile (Barten). Nach der Beschreibung des Oberamts Künzelsau von 1883 sollen die Rittergeschlechter von Stetten und von Bartenau aus der Region Künzelsau Seitenlinien der Ritter von Bartenstein sein. Alle drei Herrschaften führen nahezu identische Wappen. Familiäre Zusammenhänge sind zu vermuten, müssen aber noch nachgewiesen werden.
1302 erhielt Heinrich von Bartenstein als Lehen die Gerichtsherrschaft in Riedbach (Landkreis Schwäbisch Hall) mit allen ihren Zugehörungen und zwei Teile am Zehnten von Ermershausen (Gemeinde Niederstetten, Main-Tauber-Kreis).
1334 erhielt Seyfrid von Bartenstein die von Billingsbach abgetrennte Kirche von Ettenhausen, mit Gütern von Gütbach, Wittmersklingen, Ganertshausen, Hirschbronn und Simprechtshausen von Hermann von Lichtenberg, Bischof von Würzburg. Kraft II. von Hohenlohe erkannte diese Abtrennung am 14. Mai 1334 urkundlich an.
Zu dieser Zeit ist wohl der Zehnt Bartenstein entstanden. Der Zehnt Bartenstein ist bis 1422 auf etwa 30 Ortschaften im unmittelbaren Umkreis angewachsen. Die jeweiligen Besitzer der Burg Bartenstein waren berechtigt, dort Steuern und Frondienste einzufordern. Die Besitzverhältnisse über den Wildbann und die Jagdrechte zwischen Crailsheim und Riedbach regelte ein Vertrag zwischen Kraft und Ludwig von Hohenlohe von 1339. Gerichtssitz für den Zehnt Bartenstein, später Amt Bartenstein, war bis 1806 die Ortschaft Riedbach. Unter der 1810 abgesägten Lindenanlage wurde Gericht gehalten und, nach Aufzeichnungen im Kirchenbuch von Riedbach, über die Bestraften der Stab gebrochen.
Das Schloss auf einem Bergsporn über der Ette, einem Zufluss der Jagst, trägt seither ihren Namen. Die ehemalige staufische Burg Bartenstein, in Dokumenten des frühen 15. Jahrhunderts bereits als Schloss bezeichnet, wurde ab 1688 in eine barocke Dreiflügelanlage umgebaut. Das Schloss gehört heute zur Stadt Schrozberg im Landkreis Schwäbisch Hall in Baden-Württemberg und ist im Besitz der Fürsten zu Hohenlohe-Bartenstein.

## Persönlichkeiten
- Gernod von Bartenstein (urkundlich 1234–1277)
- Heinrich von Bartenstein (urkundlich 1295–1310)
- Seifried von Bartenstein (urkundlich ab 1310, † 1349) verheiratet mit Adelheid Goltstein von Krensheim († 1351).

## Wappen
Blasonierung: Drei (2:1) Barten.
Helmzier und Tingierung sind nicht sicher zu bestimmen. Aufgrund der Verwandtschaft mit den Herren von Stetten und den Herren von Bartenau lässt sich vermuten, dass das Schild entweder golden oder silbern und die Barten rot sind. Als Helmzier kann eine rotgekleidete Jungfrau, in den erhobenen Händen je ein nach außen gekehrtes rotes Beil haltend, angenommen werden. Die Helmdecken demnach rot-golden oder rot-silbern.

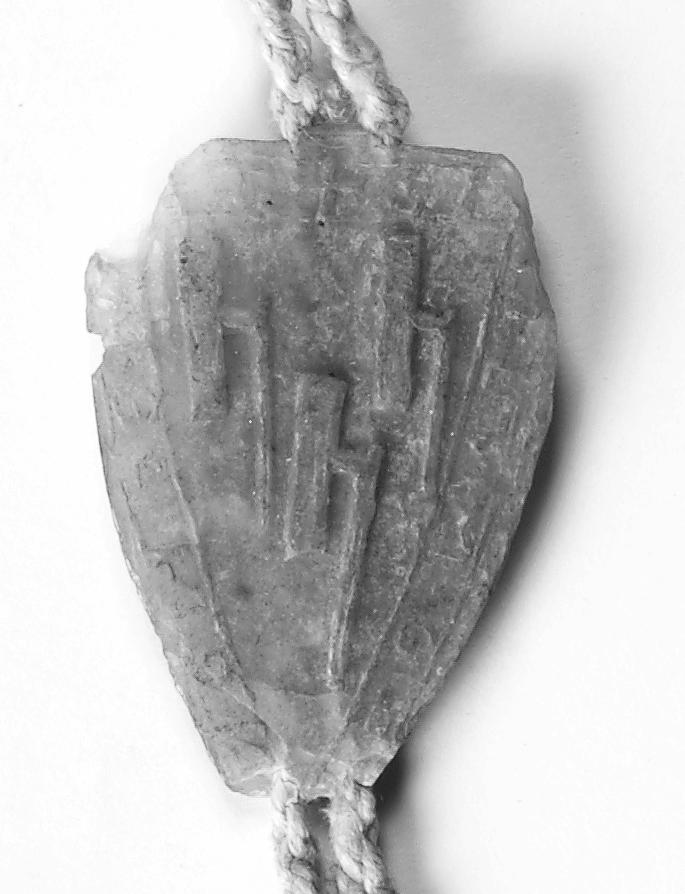
Siegel derer von Bartenstein an einer Schenkungsurkunde von 1234 (älteste bekannte Urkunde derer von Bartenstein)
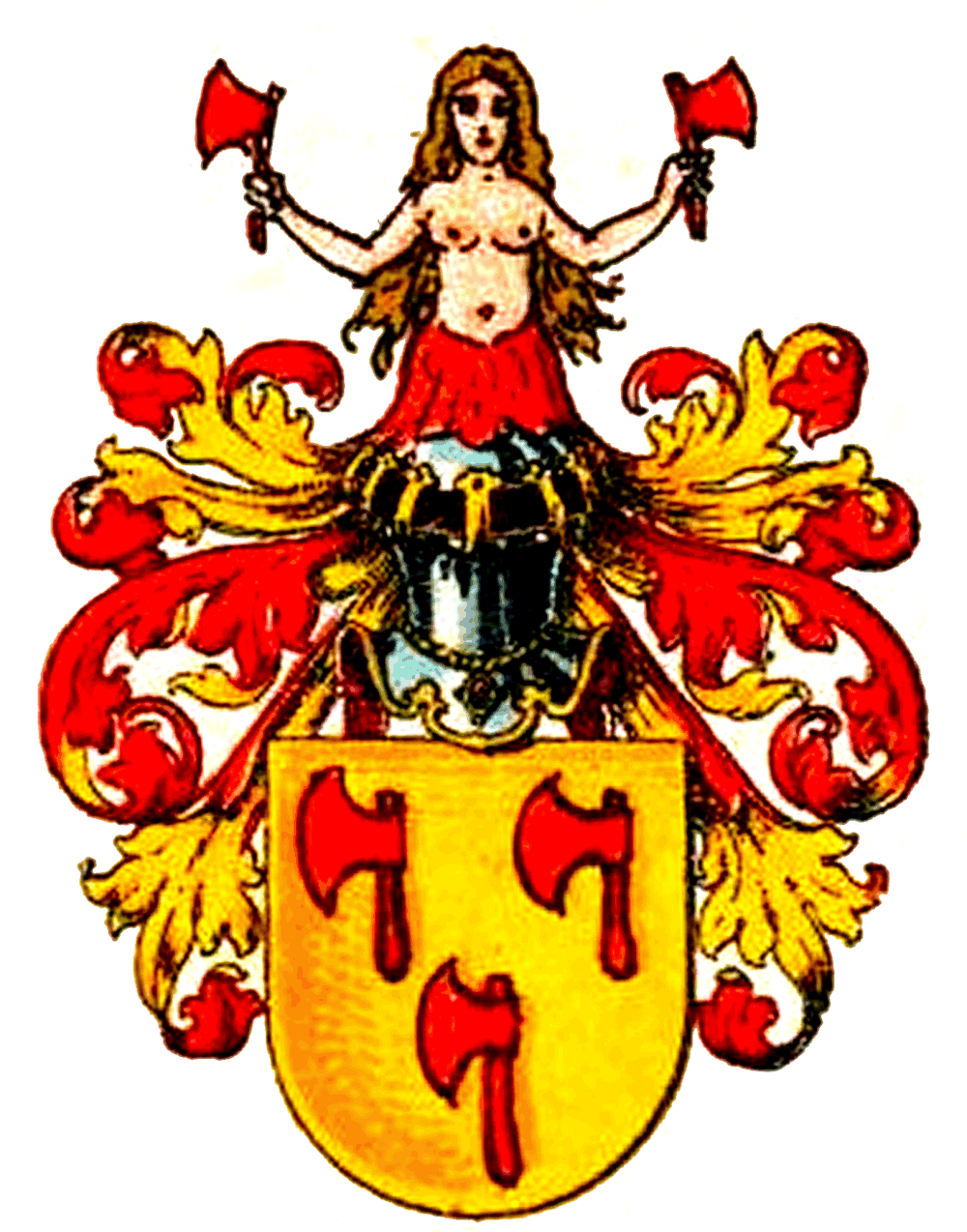
Wappen derer von Stetten
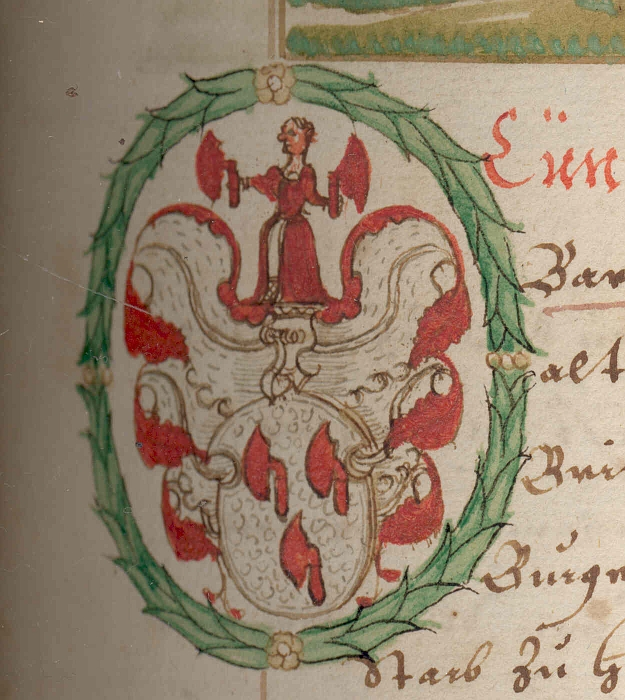
Wappen derer von Bartenau
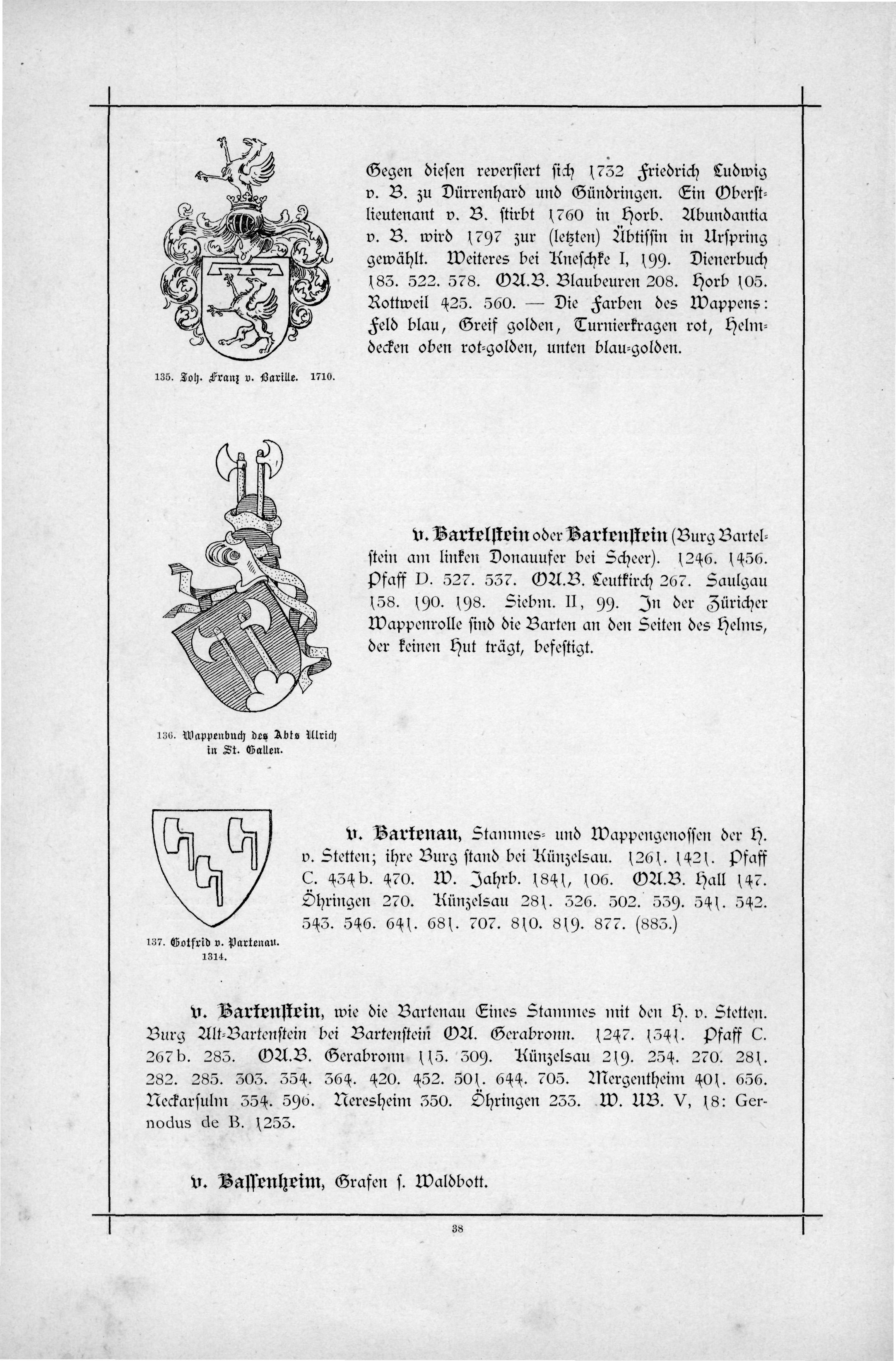
Bartenstein - Bartenau und Stetten bei Alberti